# Jerzy Dąbrowski
Jerzy Dąbrowski (Nieborów, 8 settembre 1899 – Renton, 17 settembre 1967) è stato un ingegnere e progettista aeronautico polacco.

## Biografia
Jerzy Dabrowski nasce a Nieborów, vicino a Łowicz, l'8 settembre 1899. Da giovane lavora presso le ferrovie di famiglia. Nel 1921 si iscrive alla Facoltà di Architettura del Politecnico di Varsavia, ma nel 1922 la abbandona per iscriversi al Dipartimento di Ingegneria Meccanica. Qui diviene membro della Sezione Aviazione del Club degli Studenti di Ingegneria Meccanica. Nel 1924 progetta il primo aereo biposto sportivo realizzato in Polonia, la cui costruzione avviene presso la Centralne Warsztaty Lotnicze (CWL) di Varsavia. L'aereo, un biplano ultraleggero, viene designato CWL D.1 Cykacz e vola per la prima volta il 25 febbraio 1925 ai comandi del Tenente Zbigniew Babiński. Nello stesso anno, Dabrowski diviene uno dei tre civili (gli altri erano Jerzy Drzewiecki e Stephen Grzeszczykiem) autorizzati dalle autorità militari a seguire in volo una formazione del 1º Reggimento d'Aviazione (1º Pułku Lotniczym) di Varsavia. Nel 1926 completa il corso di addestramento dei piloti militari, volando, tra gli altri velivoli, sugli aerei da caccia. Sempre nel 1926 la CWL inizia la costruzione di un ulteriore progetto di velivolo sportivo realizzato da Dabrowki. Il velivolo, designato CWL D.2, viene abbandonato in fase di costruzione del prototipo.
Nel corso del 1926, a causa della difficile situazione finanziaria, Dabrowski interrompe gli studi e va a lavorare presso le officine meccaniche E. Plage & T. Laśkiewicz di Lublino. Qui entra nell'ufficio tecnico diretto da Jerzy Rudlicki e partecipa alla progettazione dell'aereo da bombardamento e ricognizione Lublin R-VIII e della sua versione da trasporto passeggeri Lublin R-IX. Nel 1927, insieme ad Anthony Uszackim progetta il velivolo sportivo DUS-III Ptapta, costruito poi nel 1928 presso l'Aeroclub di Lublino. Interessato allo sviluppo del trasporto aereo nel mondo, nei suoi progetti Dabrowski introdusse tutta una serie di nuovi sviluppi, tra cui il DUS-III fu il secondo aereo polacco ad avere costruzione completamente metallica (il primo era stato lo Skraba S.T.3).
Nel 1928, su proposta della direzione della fabbrica Państwowe Zakłady Lotnicze (PZL) di Varsavia, Dabrowski entra in qualità di designer presso l'ufficio progettazione diretto dall'ingegner Zygmunt Puławski. Sempre nel 1928, insieme all'ingegner Franciszkiem Kottem, realizza l'aereo da collegamento PZL Ł.2, prodotto in piccole serie e noto per un rally in Africa. Nel 1932, in collaborazione con l'ingegner Franciszek Misztal, progetta e realizza l'aereo sportivo, interamente di costruzione metallica, PZL.19, destinato a partecipare all'edizione del 1932 del Challenge International de Tourisme. Nel 1934 progetta un ulteriore sviluppo del PZL.19, designato PZL.26, destinato a partecipare al Challenge International de Tourisme 1934.
Il più grande successo di Dabrowski fu la realizzazione del moderno bombardiere medio bimotore PZL.37 Łoś, anche se non aveva mai affrontato la progettazione di un aereo di quelle dimensioni. Il progetto del PZL.37 viene realizzato in risposta ad un concorso interno della PZL emesso nell'autunno 1934 e concepito da Dabrowski sotto il nome di Łoś (alce in lingua polacca).
Durante la progettazione del bombardiere il suo vice fu l'ingegner Piotr Kubicki, autore, tra le altre cose, del carrello di atterraggio retrattile a due ruote principali. Il risultato fu uno dei migliori bombardieri medi dell'epoca, dotato di piccole dimensioni e con una capacità di trasporto relativamente elevata, ma che adottava tutta una serie di nuove soluzioni tecniche. Il nuovo velivolo si era rivelato infinitamente migliore dell'altro bombardiere medio polacco allora in corso di sviluppo, l'LWS-6 Żubr.
Il prototipo del PZL.37 Łoś riscosse un grande interesse all'estero, e dal 1938 fu costruito in serie per l'aviazione polacca. Ne vennero ordinati 126 esemplari, ma solo 102 entrarono effettivamente in servizio a causa dell'inizio della Campagna di Polonia da parte della Germania nazista. A partire dal 1938 il vice di Dabrowski, l'ingegner Piotr Kubicki, sviluppò una versione migliorata del PZL.37, designata PZL.49 Miś. Il prototipo del nuovo aereo non venne mai completato a causa del precipitare degli eventi bellici che portarono allo scoppio della seconda guerra mondiale. Inoltre, tra il 1938 e il 1939 l'ingegner Dabrowski avviò il progetto preliminare di un nuovo aereo da caccia, dotato di un potente propulsore in linea, designato PZL.62. Tuttavia la mancanza della produzione di tali motori in Polonia, e le scarse possibilità di importarli dall'estero a causa della minaccia dello scoppio della guerra, bloccò di fatto lo sviluppo del progetto.
Dopo l'inizio della seconda guerra mondiale, e con il precipitare della situazione militare polacca, l'intero personale tecnico della PZL venne evacuato dapprima in Romania, e poi in Gran Bretagna. Da lì Dabrowski si trasferì volontariamente presso l'aeronautica militare polacca in esilio che si stava lentamente riformando in territorio francese. A causa dell'invasione tedesca della Francia, nel maggio 1940, dovette però far ritorno ben presto in Gran Bretagna. Durante il conflitto lavorò come responsabile tecnico dell'aeronautica polacca, prestando servizio all'industria aeronautica britannica.
Dopo la guerra, nel 1947, ricevette una laurea in ingegneria a Londra. Poi, a partire dal 1948, lavora per anni nel settore dell'aviazione civile inglese, prestando servizio presso le fabbriche Bevan Brothers (1948-49, dove lavorò sul disegno dell'elicottero), Percival Aircraft (1949-1954, compresa la progettazione dell'ala dell'Hunting Jet Provost), e Folland Aircraft Limited (1954-1955, progettazione dell'ala del caccia leggero Folland Gnat).
Nel 1955 si trasferisce negli Stati Uniti d'America dove inizia a lavorare presso la fabbrica di aerei Cessna Aircraft, partecipando alla progettazione dell'aereo da trasporto passeggeri Cessna 620. Dal 1958 lavora presso la Stanley Aviation, dove progetta i seggiolini eiettabili installati nella cabina di pilotaggio del bombardiere supersonico Convair B-58 Hustler. Dall'aprile 1959 lavora presso l'ufficio studi della Boeing. Tra le altre cose partecipa alla progettazione della cabina di pilotaggio della navicella spaziale del Programma Gemini. L'ingegner Dabrowski muore il 17 settembre 1967 a Renton, nello stato di Washington. Viene sepolto presso il Greenwood Memorial Park.

## Realizzazioni
- CWL D.1 Cykacz
- CWL D.2
- DUS-III Ptapta
- Lublin R-VIII
- Lublin R-IX
- PZL Ł.2
- PZL.19
- PZL.26
- PZL.37 Łoś
- PZL.55